# Юричко Володимир Володимирович
Володи́мир Володи́мирович Юричко (3 квітня 1994, Самбір, Львівська область, Україна — 14 серпня 2014 поблизу села Хрящувате, Луганська область, Україна) — активіст студентської революції в НМУ (2014), вояк 24-го батальйону територіальної оборони «Айдар», студент Національного медичного університету імені Олександра Богомольця (2011—2014). Кавалер ордена «За мужність» ІІІ ступеня. Загинув у бою.

## Життєпис
Володимир народився в сім'ї лікарів Володимира Юричка та Лілії Юричко-Козич. Він був старшим сином у родині, мав молодшу сестру Соломію. Навчався в середній школі № 3 міста Самбора, потім у Самбірському технікумі економіки та інформатики, який закінчив з відзнакою. Вступив до Національного медичного університету, де вчився 3 роки за спеціальністю «педіатрія».
Член Київської федерації волейболу, учасник багатьох турнірів з волейболу. Переможець 2-го Дивізіону чоловічої ліги в складі команди «Кий-97» у сезоні 2013—2014 року.

## Участь у Євромайдані
Володимир був учасником захисту Майдану протягом усього часу протесту, включно з подіями на вулиці Грушевського, співзасновником Наукової сотні Майдану — однієї з перших, що з'явилися в грудні 2013. Зазнав поранення уламками гранати під час спротиву штурмам Майдану 18 лютого.
Разом з Віктором Досенком, Катериною Амосовою і Вадимом Арістовим був співорганізатором медичної акції «Світячи іншим, згораю сам» на захист медичного волонтера Майдану Олексія Тутова. Активно брав участь у медичній акції «Медицина не мішень» із захисту медичних волонтерів від свавілля силовиків. Співавтор (разом з професором Катериною Амосовою і активістом Вадимом Арістовим) скарги до МВС та Генеральної прокуратури (що зібрала більше 500 підписів лікарів та студентів) щодо створення спеціальної комісії з розслідування злочинів проти медиків під час протестів.

## Революція в НМУ
Співорганізатор Медичної революції в НМУ імені Олександра Богомольця, керував самообороною НМУ під час проходження перевірки комісією МОЗ України. Був активним учасником подій. Давав інтерв'ю щодо поганих умов проживання в гуртожитках.
Був активістом Ініціативної групи «Відродження НМУ», брав активну участь у незалежних громадських ініціативах, «мозкових штурмах» і дебатах зі створення Програми розвитку традицій і інновацій в НМУ «Новації 7». Займав активну громадську позицію щодо забезпечення рівності прав бути обраним для незалежних кандидатів у ректори НМУ.

## Участь в АТО
Від березня-квітня 2014 року Володимир намагався поїхати в Донецьку область для агітації за єдність України. Під час формування добровольчого батальйону «Айдар» записався добровольцем, пройшов тренування. Від травня 2014 — медик-доброволець батальйону «Айдар». Працював санітаром на передовій, пізніше — помічником кулеметника. У липні-серпні став кулеметником розвідувально-диверсійного загону.
Загинув у бою з терористами 13 або 14 серпня 2014 року разом з іншими солдатами «Айдару». За інформацією на сайті Міністерства оборони України, загинув 16 серпня «в ході виконання бойових завдань, вогневого зіткнення, обстрілів позицій з БМ-21, артилерії та мінометів» разом зі старшим солдатом Олександром Колотвіном і старшим лейтенантом Пилипом Слободенюком. Проте 16 серпня тіло Володимира вже було в Самборі.
На український підрозділ наступало 8 танків терористів, 2 з яких було підбито, решта відійшли в бік. Командир батальйону та заступник були поранені. Володимир Зюзь при відході основної групи лишився прикривати. Після того терористи здійснили залп із «Граду».[джерело?]

## Похорон і вшанування пам'яті

Меморіальна дошка Володимиру Юричку на будівлі ректорату Національного медичного університету ім. О. О. Богомольця

Похований у Самборі 17 серпня 2014 року. З 16 до 18 серпня у Самборі оголошено дні трауру за Юричком. Ім'я Юричка згадав радник міністра МОЗ Ігор Найда, виступаючи з вітальним словом до першокурсників НМУ 29 серпня 2014 року.
Рішенням Самбірської міської ради від 9 вересня 2014 року ім'ям Володимира Юричка названо міську середню школу № 3, а також на його честь перейменовано вулицю Бічна Шевченка на вулицю Володимира Юричка. Іншим рішенням Володимиру Юричку присвоєно звання Почесного громадянина Самбора.
Міський голова Самбора Тарас Копиляк також планує встановити пам'ятник Юричку на Площі Пам'яті в Самборі.
Ректорат Національного медичного університету започаткував академічну стипендію імені В. В. Юричка, першими лауреатками якої стали Олеся Жуковська та Оксана Михайлюк.
3 квітня 2015 року, в день народження Володимира Юричка, якому виповнився б 21 рік, у Києві на фасаді Національного медичного університету ім. О. О. Богомольця встановлено меморіальну дошку. Гроші для неї збирали студенти і викладачі університету.
23 травня 2015 року проведено перший турнір з волейболу «Меморіал Володимира Юричка», в якому взяли участь 6 університетських команд.
3 квітня 2017 року, на міському цвинтарі Самбора відбулось освячення надгробного пам'ятника на могилі В. Юричка.
25-26 липня 2015 року був проведений перший турнір з волейболу пляжного «МЕМОРІАЛ Володимира Юричка». З того часу турнір проводиться щорічно, має фактичний статус Відкритого кубку м. Києва, збирає кращих українських гравців з волейболу пляжного та гостей з інших країн.

## Нагороди
27 червня 2015 року Володимира Юричка нагороджено орденом «За мужність» III ступеня «за особисту мужність і високий професіоналізм, виявлені у захисті державного суверенітету та територіальної цілісності України, вірність військовій присязі».
Інститут національної пам'яті в лютому 2015 року запропонував нагородити 70 учасників Євромайдану, які загинули у бойових діях на Сході України орденом «Героїв Небесної Сотні», зокрема й Володимира Юричка.